# Shuizi
Shuizi (kinesiska: 水子乡, 水子) är en socken i Kina. Den ligger i provinsen Sichuan, i den sydvästra delen av landet, omkring 210 kilometer väster om provinshuvudstaden Chengdu. Antalet invånare är 3 495. Befolkningen består av 1 676 kvinnor och 1 819 män. Barn under 15 år utgör 23,0 %, vuxna 15-64 år 69 %, och äldre över 65 år 7,0 %.
Genomsnittlig årsnederbörd är 1 148 millimeter. Den regnigaste månaden är juni, med i genomsnitt 236 mm nederbörd, och den torraste är december, med 6 mm nederbörd.